# Stazione di Kita-Kasukabe
La stazione di Kita-Kasukabe (北春日部駅?, Kita-Kasukabe-eki) è una stazione ferroviaria situata nella città di Kasukabe della prefettura di Saitama, in Giappone, ed è servita dalla linea Sky Tree delle Ferrovie Tōbu.

## Linee
Ferrovie Tōbu
● Linea Tōbu Isesaki (Linea Tōbu Sky Tree)

## Struttura
La stazione è dotata di un marciapiede a isola con due binari passanti in superficie. Il fabbricato viaggiatori si trova sopra il piano del ferro, ed è collegato alla banchina da scale fisse, mobili e ascensori.
| 1 | ● Linea Sky Tree | per Kasukabe, Shin-Koshigaya, Kita-Senju e Asakusa via linea Hanzōmon per Shibuya e Chūō-Rinkan |
| 2 | ● Linea Sky Tree | per Tōbu Dōbutsukōen, Kuki e Tōbu Nikkō                                                         |

## Stazioni adiacenti
| «                  | Servizio               | »                  |
| Linea Tōbu Isesaki | Linea Tōbu Isesaki     | Linea Tōbu Isesaki |
| ------------------ | ---------------------- | ------------------ |
| Kasukabe           | Locale                 | Himemiya           |
| Kasukabe           | Semiespresso sezionale | Himemiya           |
| Kasukabe           | Semiespresso           | Himemiya           |
| Transito           | Espresso               | Transito           |
| Transito           | Espresso sezionale     | Transito           |
| Transito           | Rapido                 | Transito           |
| Transito           | Rapido sezionale       | Transito           |